# 모리스 웜

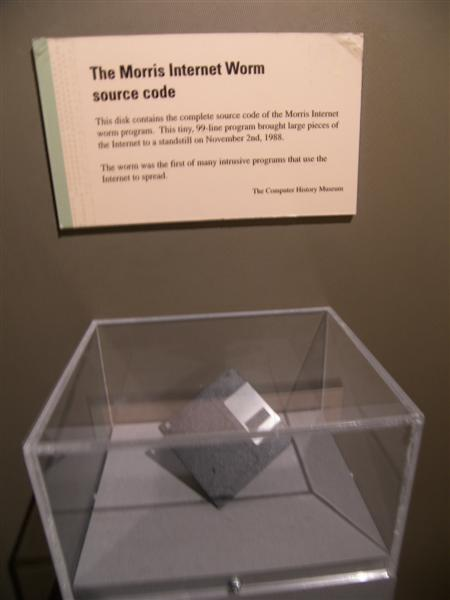
모리스 웜의 소스 코드가 담긴 플로피 디스크가 컴퓨터 역사 박물관에 전시되고 있다.

모리스 웜(Morris worm) 또는 1988년 11월 2일 인터넷 웜(Internet worm of 1988년 11월 2일)은 인터넷을 통해 배포된 가장 오래된 컴퓨터 웜들 중 하나이자 상당한 주류 미디어의 집중을 받은 최초의 웜이다. 또, 1986년 컴퓨터 사기 및 남용에 관한 법률(Computer Fraud and Abuse Act) 하에서 미국의 첫 중범죄 유죄 선고의 결과를 내기도 했다. 코넬 대학교의 대학원생 로버트 터팬 모리스(Robert Tappan Morris)가 작성하였으며 1988년 11월 2일 매사추세츠 공과대학교의 컴퓨터 시스템에서 실행되었다.

## 같이 보기
- 버퍼 오버플로